# 築炉技能士
築炉技能士（ちくろぎのうし）とは、国家資格である技能検定制度の一種で、都道府県知事（問題作成等は中央職業能力開発協会、試験の実施等は都道府県職業能力開発協会）が実施する、築炉に関する学科及び実技試験に合格した者をいう。
なお職業能力開発促進法により、築炉技能士資格を持っていないものが築炉技能士と称することは禁じられている。

## 級別
1級、2級の別がある。

## 実技作業試験内容（築炉作業）
- 1級：粘土質耐火れんが及びプラスチック耐火物の代用品により、半円ぜりを有し、鈍角に曲がる炉壁を築造する。試験時間＝2時間45分
- 2級：粘土質耐火れんが及びプラスチック耐火物の代用品により、くしぜりを有する炉壁を築造する。試験時間＝2時間30分